# Ladenfassade (Wilhelminenstraße 21)
Die Ladenfassade ist ein Bauwerk in Darmstadt. 

## Geschichte und Beschreibung
Die Ladenfassade in der Wilhelminenstraße 21 wurde in den 1950er-Jahren erbaut. Die bis auf die statisch notwendigen Stützen reduzierte Erdgeschossfassade mit den rundumverglasten Schaukästen wird nur durch die dünnen eloxierten Aluminiumsprossen unterbrochen. Diese Konstruktion im Stil der 1950er-Jahre verleiht der Fassade Leichtigkeit und Transparenz. Die sich nach unten verjüngenden Schaukästen schweben scheinbar über dem Natursteinboden. Eine nachträglich angebrachte Stützenverkleidung beeinträchtigt das ursprüngliche Design.

## Denkmalschutz
Die Ladenfassade ist ein typisches Beispiel für die Architektur und das Design der 1950er-Jahre in Darmstadt. Aus architektonischen und stadtgeschichtlichen Gründen steht die Ladenfassade unter Denkmalschutz.